# Cottapistus
Cottapistus es un género de peces de la familia Tetrarogidae, del orden Scorpaeniformes. Este género marino fue descrito por primera vez en 1876 por Pieter Bleeker.

## Especies
Especies reconocidas del género:
- Cottapistus cottoides (Linnaeus, 1758)
- Cottapistus scorpio (J. D. Ogilby, 1910)

### Lectura recomendada
- Eschmeyer, William N., ed. 1998. Catalog of Fishes. Special Publication of the Center for Biodiversity Research and Information, no. 1, vol 1-3. 2905.
- Nelson, Joseph S. 1994. Fishes of the World, Third Edition. xvii + 600.